# Sony Ericsson P800

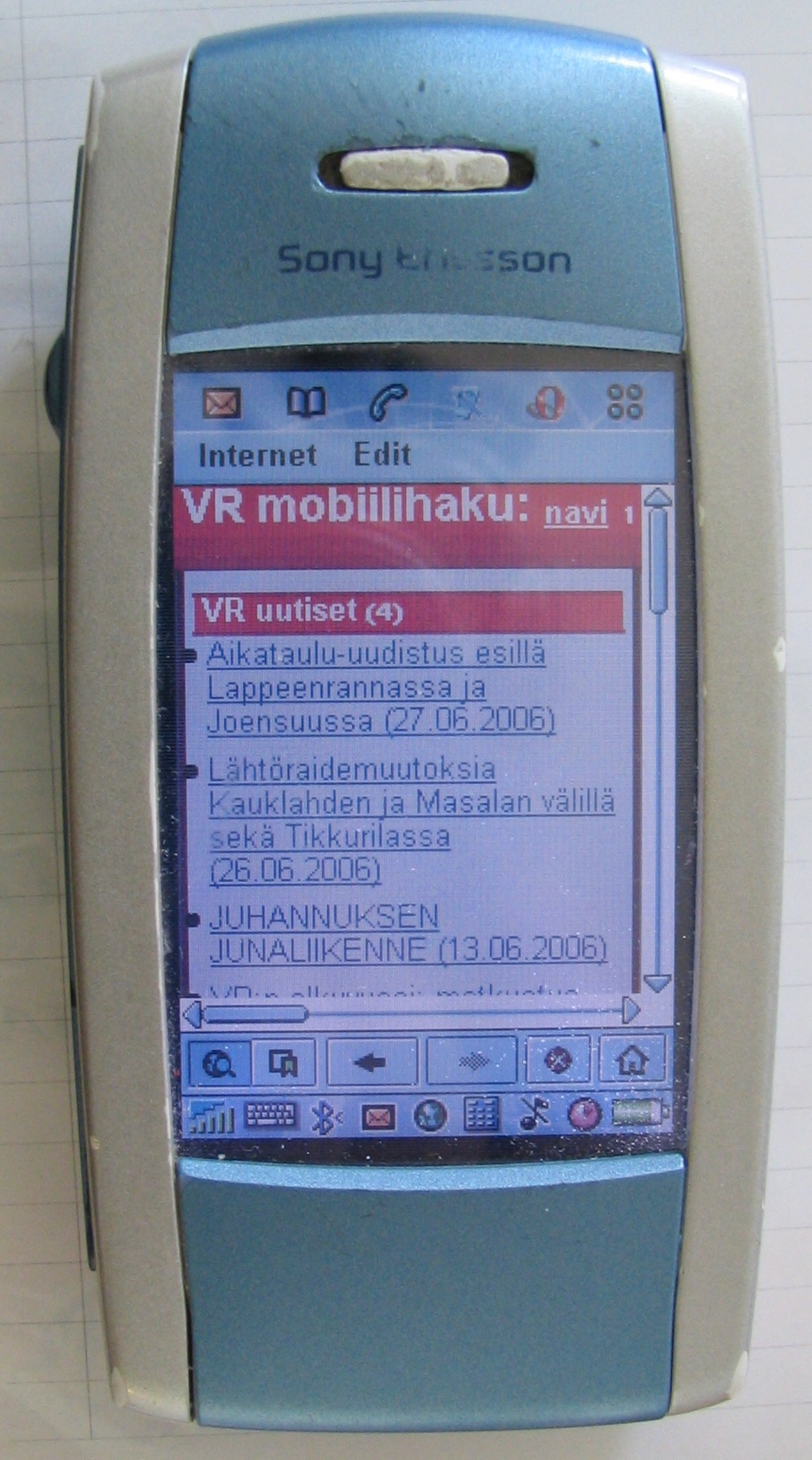
Sony Ericsson P800 con una pagina web aperta

Il Sony Ericsson P800 è uno smartphone introdotto nel 2002 basato sull'UIQ versione 2.0 (a sua volta basato sul Symbian OS v7.0) di Sony Ericsson. Il P800 è considerato il successore dell'Ericsson R380, e il lavoro di progettazione iniziale è stato svolto all'interno di Ericsson, ma è stato prodotto dopo che Sony ed Ericsson hanno unito le loro attività di telefonia mobile. 
Il P800 utilizza l'interfaccia utente UIQ (versione 2.0) e ha un touch screen molto simile a un PDA. È alimentato da un processore ARM9 funzionante a 156 MHz, che è stato utilizzato anche per i modelli successivi Sony Ericsson P900 e Sony Ericsson P910. È fornito di una Memory Stick Duo da 16 MB ma supporta fino a 128 MB. Il touchscreen è capace di visualizzare 4.096 colori (12 bit di colour depth). Gli successe nel 2003 il Sony Ericsson P900. 
Una a lungo attesa versione aggiornata dei telefoni della serie "P", il Sony Ericsson P990, è stato lanciato al Symbian Smartphone Show nel settembre 2005. Si basa sull'UIQ 3 (utilizzando Symbian OS v9.1). 
L'ultimo successore è il Sony Ericsson P1, annunciato l'8 maggio 2007.